# Luis Vea García
Luis Vea es un narrador y poeta español nacido en Barcelona, 1966.

## Biografía
Licenciado en Ciencias de la Información por la Universidad Autónoma de Barcelona. Estudió también Administración y Dirección de Empresas en la Universidad de Barcelona, aunque pronto se decantó por la escritura. De aprendizaje autodidacta, ha sido premiado en numerosos concursos literarios ( Villa del Río, Universidad de Deusto, Juan Martín Saura, Villa de Lodosa, San Andrés de la Barca, Fina Palma, Conex, Federico García Lorca, etc). Su labor se ha desarrollado en radio, tertulias literarias, recitales poéticos, colaboraciones periodísticas y literarias y jurado de algunos concursos. De sus numerosas estancias en las islas Canarias ha estudiado la obra de Miguel de Unamuno y su confinamiento en la isla de Fuerteventura y ha publicado diversos artículos: Algunas consideraciones sobre Unamuno y el mar a partir del destierro sufrido por éste en 1924; Unamuno: dos visiones insulares, 1910 y 1924; La escritura revelada: Unamuno y el mar ( revista Alenarte, 2008). Durante el año 2008 participó en el primeras jornadas que la Asociación de Escritores Noveles realizó en Barcelona. En el año 2011 leyó su ponencia Poesía: Por qué y para qué en el Primer encuentro internacional Vilapoética Viladecáns, Barcelona. Ha participado en el XX Festivalul International Noptile de Poesia de la Curtea de Arges(Rumanía) del 13 al 19 de julio de 2016. Ha sido traducido al rumano y al portugués.

## Estilo
De su poética destaca el sincretismo, la capacidad para unir paisajes y sensaciones que ha ido evolucionando desde un estilo más recargado hacia un cierto minimalismo. La tendencia a una mayor simplicidad ha ido unida a una reflexión sobre el transcurso del tiempo - que se refleja ya en los relatos de Cotidianos y en los poemas de Hachazo de metrónomo - y a la concreción de los paisajes de las islas Canarias muy presentes en su obras Volcán y Petroglifos. Su poesía se ha ido acercando a la llamada poesía de la conciencia, hecho que ha concluido con su participación en los encuentros Voces del extremo 2014, 2015, 2018 y 2019.

## Obra
Petroglifos, Ed.Baile del Sol, Santa Cruz de Tenerife, 2014 (poemario)
Hachazo de metrónomo, Islavaria ediciones, Granada, 2011 (poemario)
Cotidianos, Islavaria ediciones, Huelva, 2008 (relatos).
Volcán, Guria, Universidad de Deusto, San Sebastián, 2004 (poemario).
Transversales , Edición de Carme Vila, Barcelona, 2003 (poemario).

## Antologías y obras corales
Biolentos desde 2012. Edicions Malcriàs d´Agràcia (Barcelona), 2022.
Un año, doce meses.Coordinadora Inma Arrabal, Tierra de Nadie editores, Jerez (Cádiz), 2021. 
Poesía y Harragas. Voces del Extremo.Coordinador Antonio Orihuela, Amargord ediciones, Madrid, 2019. 
Brossa de foc. Poesía crítica en la Barcelona del diseño. Descontrol editorial, Barcelona, 2019.
Voces del Extremo. Antología 2012/2016. Coordinador Antonio Orihuela, Amargord ediciones, Madrid, 2017.
Escritores recónditos. Parnass editores, Barcelona, 2016.
Poesys 20. Antologia Festivalului internacional Noptile de Poezie de la Curtea de Arges.Editura Academiei Internationale Orient Occident, Bucarest, Rumania,2016.
Poetas del 15 de mayo. Antología coordinada por Julia Carú, Ed. Séneca, Córdoba,2011.
Vilapoética. Primera antología, coordinada por Micaela Serrano, Parnass editores, Viladecáns, Barcelona, 2011.
IV Mostra de poesía comparada de Sant Martí, Ayuntamiento de Barcelona, 2007.
III Mostra de poesía comparada de Sant Martí, Ayuntamiento de Barcelona,2005.
Oficio de brevezas, Publicaciones Acumán, Toledo, 2004.
Nuevos narradores de relato en castellano, Ed Jamais, Sevilla 2004
Narracions breus Port d´Aiguadolç, Sitges (Barcelona), 2004
Los cuentos de nunca acabar, Ed Acumán, Toledo 2002
Un mundo para todos, Edobite, Editorial del Obispado de Tenerife, La Laguna (Tenerife, Islas Canarias), 2002
Florilegi poètic i narratiu, obres guardonades, Ayuntamiento de Barcelona, 2001
Antologia dels premis literaris de l´Ateneu Alba de Cunit, Tarragona, 2001
XIX Certamen de cuentos Villa de Lodosa, Ayuntamiento de Lodosa (Navarra), 2001